# Adolphe Granier de Cassagnac

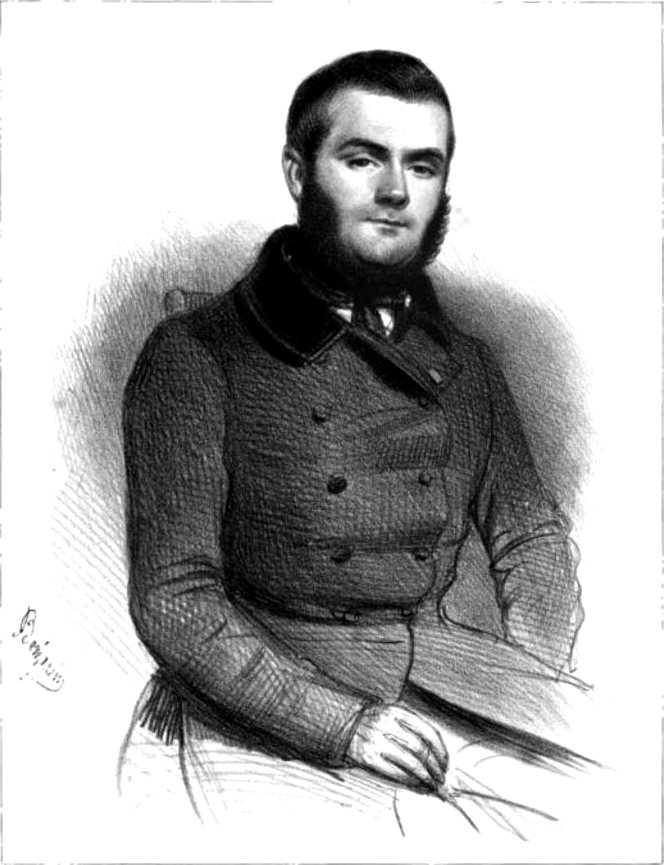
Adolphe Granier de Cassagnac

Adolphe Granier de Cassagnac (* 12. August 1806 in Avéron-Bergelle, Département Gers; † 31. Januar 1880 in Couloumé-Mondebat, Département Gers) war ein französischer Publizist, Journalist, Historiker und Politiker.

## Leben
Granier de Cassagnac kam 1832 nach Paris, wo er sich als Journalist in Zeitungen verschiedener Richtung durch die zügellose Dreistigkeit seiner Sprache bemerklich machte und sich viele Streitigkeiten und Prozesse zuzog. Während er vor 1848 eifriger und wohlbezahlter Verteidiger der orléansschen Dynastie gewesen war, schloss er sich nach deren Sturz Napoléon III. an und wurde ein leidenschaftlicher Bonapartist, forderte die Rettung Frankreichs durch einen Staatsstreich und überhäufte die Orléans mit Schmähungen.
Von 1852 bis 1870 war er Vertreter seines heimatlichen Departements im gesetzgebenden Körper, in dem er der Gruppe der sogenannten Arkadier angehörte, und Redakteur verschiedener Zeitungen, namentlich des Pays. Gehässige Polemik, ultrakonservative und absolutistische Grundsätze, Prozesse und Duelle machten seinen Namen bekannt, wenn auch nicht geachtet.
Nach Napoleons Sturz 1870 lebte er in dessen Nähe in Wilhelmshöhe und dann in Brüssel und kehrte nach dem Frieden 1871 nach Paris zurück, wo er erst das Pays wieder herausgab, dann L’Ordre gründete und an den bonapartistischen Intrigen hervorragenden Anteil nahm. 1876 wurde er zum Mitglied der Deputiertenkammer gewählt und starb 31. Januar 1880 auf seinem Schloss Couloumé.
Außer seinen journalistischen Arbeiten hat Granier auch mehrere größere geschichtliche Werke veröffentlicht:
- Histoire des classes ouvrières et des classes bourgeoises (1837)
  - Geschichte der arbeitenden und der bürgerlichen Classen [Klassen]. Nachdr. d. Ausg. Braunschweig, Westermann, 1839. Olms, Hildesheim/New York, ISBN 3-487-06333-6.
- Histoire des classes nobles et des classes anoblies (1840),
- Histoire des causes de la Révolution Française (1850, 4 Bde.; 2. Aufl. 1856),
- Histoire du Directoire (zuerst im Feuilleton des Constitutionnel; 1851–63, 3 Bde., besonders herausgegeben),
- Histoire de la chute du roi Louis Philippe, de la republique de 1848 et du retablissement de l’empire (1857, 2 Bde.),
- Histoire des Girondins et des massacres de Septembre d’après les documents officiels et inédits (1860, 2 Bde.; 2. Aufl. 1862),
- Histoire des origines de la langue française (1872),
- Histoire populaire illustrée de l’empereur Napoléon III (1875),
- Histoire de la troisième republique (1876) und
- Condamnation du duc d’orléans (1890).

Es sind lauter gut geschriebene Improvisationen, bei denen die Lebhaftigkeit der Darstellung über die oft mangelhafte Quellenforschung und die Parteilichkeit der Auffassung wegsehen lässt. Auch zwei Romane hat Granier geliefert: Danaè (1840) und La reine des prairies (1845, 2. Aufl. 1859) sowie eine Beschreibung seiner Voyage aux Antilles françaises (1844, 2 Bde.) und Souvenirs du second Empire (1879–1883, 3 Bde.).
Dieser Artikel basiert auf einem gemeinfreien Text aus Meyers Konversations-Lexikon, 4. Auflage von 1888 bis 1890.
| Personendaten    | Personendaten                                                        |
| ---------------- | -------------------------------------------------------------------- |
| NAME             | Granier de Cassagnac, Adolphe                                        |
| ALTERNATIVNAMEN  | Granier de Cassagnac, Bernard Adolphe; Cassagnac, Adolphe Granier de |
| KURZBESCHREIBUNG | französischer Publizist, Journalist, Historiker, Abgeordneter        |
| GEBURTSDATUM     | 12. August 1806                                                      |
| GEBURTSORT       | Avéron-Bergelle, Département Gers                                    |
| STERBEDATUM      | 31. Januar 1880                                                      |
| STERBEORT        | Couloumé-Mondebat, Département Gers                                  |